# Nicolás II de Mecklemburgo
Nicolás II (nacido antes de 1180; y muerto el 28 de septiembre de 1225 en Gadebusch) fue un príncipe de Mecklemburgo desde 1217 hasta 1225. Fue un hijo del príncipe Enrique Borwin I de Mecklemburgo y Matilde. Gobernó junto con su padre, Enrique Borwin I y su hermano, Enrique Borwin II. Murió como el resultado de una caída en su castillo de Gadebusch.